# Patriarchaat Antiochië (pre-Chalcedon)
Volgens de overlevering predikten de apostelen Paulus en Barnabas het christendom in Antiochië. In de Handelingen van de apostelen 11:26 worden de volgelingen van Jezus in Antiochië voor het eerst christenen genoemd. De Kerk van Antiochië was de eerste buiten Palestina en als hun hoofd gold de apostel Petrus, die volgens de traditie in Antiochië zijn apostolische stoel vestigde. Volgens de overlevering kwamen zij bij elkaar in de Grot van Sint-Petrus. Petrus wordt tevens gezien als de eerste patriarch. Vóór zijn vertrek naar Rome zou hij de pas gestichte kerk zeven jaar geleid hebben, van circa 37 tot 44.
Het christendom verspreidde zich naar de provinciehoofdstad Edessa. Tur Abdin en omgeving werd volgens de traditie door de apostel Thaddaeus gekerstend. Edessa, Antiochië en Tur Abdin vormen de oorspronkelijke kern van het Syrisch christendom.
De titel van patriarchaat werd toegekend tijdens het Concilie van Nicaea (325). De patriarch van Antiochië had in de vierde en vijfde eeuw grote invloed en aanzien. Hij leidde verschillende lokale concilies en had jurisdictie over Azië, de Levant en India.
Op het concilie van Efeze (431) werd onder meer beslist dat de Kerk van Cyprus niet langer ressorteerde onder het patriarchaat van Antiochië, maar autocefaal werd onder leiding van een aartsbisschop.
Na 431 scheidde de Nestoriaanse Kerk zich af. De zogenaamde nestorianen konden zich niet akkoord verklaren met bepaalde uitspraken van het concilie van Efese.
Het concilie van Chalcedon in 451 leidde tot een tweede schisma tussen de West-Syrische kerkgemeenschap en de Byzantijnse (en overige) Kerk. Chalcedon deed uitspraak omtrent de 'tweenaturenleer'. De Kerk van Antiochië kon zich niet vinden in deze formulering. Zonder het Godmenselijke karakter van Christus op te geven, hielden zij vast aan de eenheid van Christus, ook in zijn natuur. Door hun tegenstanders werden zij daarom 'monofysieten' (aanhangers van de ene natuur van Christus) genoemd. De Armeense Kerk, de West-Syrische Kerk en de Maronitische Kerk gingen hun eigen weg.
Het patriarchaat bleef nog enige tijd voortbestaan, maar in 544 weigerde de Syrisch-orthodoxe kerk patriarch Efremus van Amidië nog langer te erkennen. In plaats daarvan werd Sergius van Tella tot patriarch gewijd. Sindsdien zijn er twee lijnen van patriarchen van Antiochië. Er zouden nog meer schisma's volgen.